# Tadeusz Dembowski (lekarz)
Tadeusz Dembowski h. Jelita (ur. 27 października 1856 w Pułtusku, zm. 10 lipca 1930 w Wilnie) – polski lekarz, chirurg.

## Życiorys
Syn Józefa Karola Pawła Dembowskiego h. Jelita i Zofii Anny z Ubyszów h. Cholewa. Absolwent wydziału lekarskiego Uniwersytetu w Dorpacie. W 1888 przybył do Wilna. W następnym roku otworzył prywatną lecznicę i rozwinął szeroką działalność chirurgiczną (większe operacje wykonywał w szpitalach miejskich). Jesienią 1902 przeniósł swoją prywatną praktykę chirurgiczną do zaprojektowanego przez siebie przestronnego domu. Obok praktyki chirurgicznej i pracy naukowej dużo czasu poświęcał pracy społecznej. Sprawował mandat radnego miasta Wilna. Żyjąc w czasach bezwzględnego tępienia polskości, z dużą odwagą cywilną sprzeciwiał się rusyfikacji. Zabiegał o wprowadzenie języka polskiego do obrad Towarzystwa Lekarskiego Wileńskiego i utworów polskich autorów do repertuaru wileńskiego teatru. Był współzałożycielem i prezesem Towarzystwa Popierania Sceny Polskiej. Należał do współzałożycieli wskrzeszonego Towarzystwa Szubrawców, pracował w Towarzystwie Przyjaciół Nauk. Działalność chirurgiczną, naukową i społeczną kontynuował po odzyskaniu niepodległości. Współtwórca Wileńskiego Koła Filistrów (1922). Lekarz, który był bardzo aktywny w życiu zawodowym, kulturalnym i politycznym Wilna. Konserwatysta, współzałożyciel (w 1922) i pierwszy wydawca „Słowa”. Liczne prace o tematyce medycznej drukował zarówno w polskich, jak i zagranicznych czasopismach.
Mąż Matyldy Grosse (1860–1920), ojciec malarki Zofii Romer.
Pochowany na cmentarzu Stara Rossa (sektor 18d-0129).

## Ordery i odznaczenia
- Krzyż Oficerski Orderu Odrodzenia Polski (29 grudnia 1921)[4][5]